# Солапур
Солапу́р або Шолапу́р (маратхі सोलापुर) — місто в штаті Махараштра в Індії, недалеко від кордону зі штатом Карнатака. Це адміністративний центр округу Солапур. Солапур є одним з чотирьох округів, що входять до складу регіону Західна Махараштра (інші три округи - Сатара, Колхапур і Англією). Місто є четвертим за величиною в Махараштра. Солапур є місцем перетину культур народів маратхі, телугу і каннада.

## Клімат
Місто знаходиться у зоні, котра характеризується кліматом помірних степів та напівпустель. Найтепліший місяць — травень із середньою температурою 32.7 °C (90.9 °F). Найхолодніший місяць — грудень, із середньою температурою 22.6 °С (72.7 °F).
| Клімат Солапура         | Клімат Солапура | Клімат Солапура | Клімат Солапура | Клімат Солапура | Клімат Солапура | Клімат Солапура | Клімат Солапура | Клімат Солапура | Клімат Солапура | Клімат Солапура | Клімат Солапура | Клімат Солапура | Клімат Солапура |
| Показник                | Січ.            | Лют.            | Бер.            | Квіт.           | Трав.           | Черв.           | Лип.            | Серп.           | Вер.            | Жовт.           | Лист.           | Груд.           | Рік             |
| Середній максимум, °C   | 30,8            | 33,6            | 37,3            | 39,6            | 40,2            | 35              | 31,7            | 31,3            | 31,7            | 32,6            | 31              | 29,9            | 33,7            |
| Середня температура, °C | 23,3            | 25,6            | 29,3            | 32              | 32,7            | 29,2            | 27              | 26,6            | 26,7            | 26,7            | 24,3            | 22,6            | 27,2            |
| Середній мінімум, °C    | 15,8            | 17,6            | 21,2            | 24,3            | 25,1            | 23,3            | 22,3            | 21,8            | 21,6            | 20,7            | 17,6            | 15,2            | 20,5            |
| Норма опадів, мм        | 4.7             | 4.4             | 5               | 12.4            | 27.6            | 116.9           | 129.9           | 119.8           | 182.4           | 85.4            | 26.4            | 7.8             | 722.7           |
| ----------------------- | --------------- | --------------- | --------------- | --------------- | --------------- | --------------- | --------------- | --------------- | --------------- | --------------- | --------------- | --------------- | --------------- |
| Джерело: Weatherbase    |                 |                 |                 |                 |                 |                 |                 |                 |                 |                 |                 |                 |                 |

## Економіка
У Солапурі є низка малих і середніх підприємств; у свій час місто було одним з провідних центрів з виробництва електрифікованих верстатів і продукції ткацьких фабрик. Найшанованішим містянами божеством є Шрі Сіддхешвар.
Солапур є транспортним вузлом, що з'єднує штати Махараштра, Андхра-Прадеш і Тамілнад. Місто пов'язаний автомобільними і залізницями з найбільшими містами країни і є важливим залізничним вузлом Індії. Також в місті є аеропорт.
Щорічно в січні в місті проводиться ярмарок, яка бере до 1 млн відвідувачів.